# Hadravova Rosička
Pour les articles homonymes, voir Rosička.
Hadravova Rosička (en allemand : Hadraw Rositschka) est une commune du district de Jindřichův Hradec, dans la région de Bohême-du-Sud, en République tchèque. Sa population s'élevait à 58 habitants en 2020.

## Géographie
Hadravova Rosička se trouve à 13 km au nord-nord-est de Jindřichův Hradec, à 52 km au nord-est de České Budějovice et à 102 km au sud-sud-est de Prague.
La commune est limitée par Dívčí Kopy au nord, par Žďár au nord-est, par Nová Včelnice au sud-est, et par Okrouhlá Radouň au sud-ouest et à l'ouest.

## Histoire
La première mention écrite du village date de 1549.

## Source
- (cs) Cet article est partiellement ou en totalité issu de l’article de Wikipédia en tchèque intitulé « Hadravova Rosička » (voir la liste des auteurs).